# 第34回ロサンゼルス映画批評家協会賞
第34回ロサンゼルス映画批評家協会賞は、ロサンゼルス映画批評家協会によって2008年の映画に贈られた映画賞である。

## 受賞
- 主演男優賞: 
  - ショーン・ペン – 『ミルク』

- 主演女優賞:
  - サリー・ホーキンス – 『ハッピー・ゴー・ラッキー』

- アニメーション賞:
  - 『戦場でワルツを』

- 撮影賞:
  - ユー・リクウァイ - 『長江哀歌』

- 監督賞: 
  - ダニー・ボイル - 『スラムドッグ$ミリオネア』

- ドキュメンタリー賞: 
  - 『マン・オン・ワイヤー』

- 作品賞:
  - 『ウォーリー』

- 外国映画賞:
  - 『長江哀歌』 ( 中国/ 香港)

- 美術賞:
  - マーク・フリードバーグ - 『脳内ニューヨーク』

- 脚本賞:
  - マイク・リー -『ハッピー・ゴー・ラッキー』

- 助演男優賞: 
  - ヒース・レジャー - 『ダークナイト』

- 助演女優賞: 
  - ペネロペ・クルス - 『それでも恋するバルセロナ』